# 菲施巴赫 (比肯费尔德县)
菲施巴赫是德国莱茵兰-普法尔茨州的一个市镇。总面积4.00平方公里，总人口832人，其中男性411人，女性421人（2011年12月31日），人口密度208人/平方公里。